# Буковина (Ниськівський повіт)
Буковина (пол. Bukowina) — село на Закерзонні в Польщі, у гміні Улянув Ніжанського повіту Підкарпатського воєводства.
Населення — 339 осіб (2011).

## Розташування
Буковина знаходиться за 9 км на південний схід від гмінного центру Улянова, за 18 км на південний схід від повітового центру Нисько і за 50 км на північний схід від воєводського центру Ряшева.

## Історія
Після анексії поляками Галичини західне Надсяння півтисячоліття піддавалось інтенсивній латинізації та полонізації.
Відповідно до «Географічного словника Королівства Польського» в 1880 р. Буковина знаходилась у Нисківському повіті Королівства Галичини та Володимирії Австро-Угорщини, було 46 будинків і 242 мешканці.
У 1919—1939 рр. село входило до Нисківського повіту Львівського воєводства Польщі, в 1934—1939 рр. — у складі ґміни Улянув II.
У 1975—1998 роках село належало до Тарнобжезького воєводства.

## Демографія
Демографічна структура станом на 31 березня 2011 року:
|          | Загалом | Допрацездатний вік | Працездатний вік | Постпрацездатний вік |
| -------- | ------- | ------------------ | ---------------- | -------------------- |
| Чоловіки | 164     | 32                 | 104              | 28                   |
| Жінки    | 175     | 35                 | 95               | 45                   |
| Разом    | 339     | 67                 | 199              | 73                   |